# Louis-Martin Porchez
Louis-Martin Porchez (ur. 10 listopada 1805 w Amiens, zm. 11 czerwca 1860) – francuski duchowny katolicki, biskup. Święcenia kapłańskie przyjął w 1829 roku, zaś w 1858 został mianowany przez papieża Piusa IX biskupem diecezji Martyniki. Sakrę przyjął 21 listopada tegoż roku. Diecezją kierował do swojej śmierci w 1860 roku.